# New International Version
Die „New International Version of the Holy Bible“ ist eine Übersetzung der Bibel in die englische Gegenwartssprache. Sie wird von der International Bible Society (IBS) herausgegeben und stellt neben der King-James-Bibel eine der meistgelesenen englischen Bibelübersetzungen dar. Sie ist in der Sprache modern, in der theologischen Ausrichtung konservativ-protestantisch.

## Übersetzung
Die eigentliche Übersetzungsarbeit begann 1968. Bis zur Veröffentlichung 1978 arbeiteten zeitweise mehr als 100 Theologen, Sprachwissenschaftler und Historiker aus mehr als 20 unterschiedlichen Denominationen an dieser Übersetzung, allerdings beschränkt auf protestantische Kirchen. Auch Nicht-Theologen wie Literaturkritiker und Journalisten wurden zu Rate gezogen.
Ziel des Projekts war es nach Angaben der IBS, „die originalen griechischen, hebräischen und aramäischen Bibeltexte sorgfältig und sinngetreu in klar verständliches Englisch zu übersetzen“ (“to accurately and faithfully translate the original Greek, Hebrew and Aramaic biblical texts into clearly understandable English”).
1984 wurde eine revidierte Textfassung veröffentlicht. Nach Angaben der Internationalen Bibelgesellschaft ist die NIV Ende des 20. / Anfang des 21. Jahrhunderts die meistverkaufte englische Bibelübersetzung der Welt.
1994/95 kam mit der „New International Reader’s Version“ (NIrV) eine weitere durch die IBS angeregte Übersetzung auf den Markt, die das Ziel hat, mit einer einfacheren Sprache insbesondere Kinder und Nichtmuttersprachler zu erreichen.
Ab 2002 erschien die „Today’s New International Version“ (TNIV), die im Gegensatz zur NIV eine geschlechtergerechte Sprache anstrebte. Da sie in konservativen Kreisen auf Widerstand stieß, verstand sie sich nicht als Ersatz für die NIV, sondern als Zusatzangebot. 2002 wurde das Neue Testament, Anfang 2005 die Gesamtausgabe veröffentlicht. 2011 wurden NIV und TNIV in einer Neuausgabe der NIV zusammengeführt.